# Cykling vid olympiska sommarspelen 1920
Cykling under olympiska sommarspelen 1920 i Antwerpen innehöll två discipliner: landsvägscykling och bancykling. Endast herrar tävlade. 

## Resultat
6 olika grenar arrangerades och avgjordes i landsvägscykling och bancykling.

### Medaljtabell
| Pl.    | Nation         | Guld | Silver | Brons | Totalt |
| ------ | -------------- | ---- | ------ | ----- | ------ |
| 1      | Storbritannien | 1    | 3      | 1     | 5      |
| 2      | Sverige        | 1    | 1      | 0     | 2      |
| 3      | Nederländerna  | 1    | 0      | 2     | 3      |
| 4      | Belgien        | 1    | 0      | 1     | 2      |
| 4      | Frankrike      | 1    | 0      | 1     | 2      |
| 6      | Italien        | 1    | 0      | 0     | 1      |
| 7      | Sydafrika      | 0    | 2      | 1     | 3      |
| Totalt | Totalt         | 6    | 6      | 6     | 18     |

## Deltagande länder
Totalt deltog 103 cyklister från 14 länder.
- Australien (2)
- Belgien (15)
- Kanada (5)
- Tjeckoslovakien (4)
- Danmark (6)
- Frankrike (13)
- Storbritannien (13)
- Italien (12)
- Luxemburg (1)
- Nederländerna (10)
- Norge (4)
- Sydafrika (5)
- Sverige (4)
- USA (9)

## Medaljörer

### Landsvägscykling
| Gren                             | Guld                                                                            | Silver                                                            | Brons                                                                  |
| Herrarnas tempolopp Detaljer...  | Harry Stenqvist Sverige                                                         | Henry Kaltenbrun Sydafrika                                        | Fernand Canteloube Frankrike                                           |
| Herrarnas lagtävling Detaljer... | Frankrike Achille Souchard Fernand Canteloube Georges Detreille Marcel Gobillot | Sverige Harry Stenqvist Sigfrid Lundberg Ragnar Malm Axel Persson | Belgien Albert Wyckmans Albert De Bunné Jean Janssens André Vercruysse |

### Bancykling
| Gren                                 | Guld                                                                   | Silver                                                                 | Brons                                                              |
| Herrarnas lagförföljelse Detaljer... | Italien Primo Magnani Arnaldo Carli Ruggerio Ferrario Franco Giorgetti | Storbritannien Albert White Cyril Alden Horace Johnson William Stewart | Sydafrika James Walker Sammy Goosen Henry Kaltenbrun William Smith |
| Herrarnas sprint Detaljer...         | Maurice Peeters Nederländerna                                          | Horace Johnson Storbritannien                                          | Harry Ryan Storbritannien                                          |
| 50 kilometer Detaljer...             | Henry George Belgien                                                   | Cyril Alden Storbritannien                                             | Piet Ikelaar Nederländerna                                         |
| Herrarnas tandem Detaljer...         | Storbritannien Thomas Lance Harry Ryan                                 | Sydafrika William Smith James Walker                                   | Nederländerna Frans de Vreng Piet Ikelaar                          |